# Philosophisch-soziologische Bücherei
Die Philosophisch-soziologische Bücherei ist eine philosophischen und soziologischen Themen gewidmete Buchreihe, die in Leipzig bei Kröner und bei Klinkhardt erschien. Von 1908 bis 1928 erschienen insgesamt 37 Bände. Besonders aufgeschlossen zeigte sie sich gegenüber neuen Theorien aus den Vereinigten Staaten (William James, Edwin Diller Starbuck) und Frankreich (Jean-Marie Guyau, Gustave Le Bon, Gabriel de Tarde, Émile Durkheim), aber auch Italien u. a.
Die Reihe enthält einige ‚Klassiker der Soziologie‘ in erster deutscher Übersetzung.

## Bände (Auswahl)
- 1 William James; Wilhelm Jerusalem [ ... ]: Der Pragmatismus : ein neuer Name für alte Denkmethoden; volkstümliche philosophische Vorlesungen. Leipzig: Klinkhardt, 1908
- 2 Gustave Le Bon: Psychologie der Massen - [ 2., verb. Aufl. ]. Leipzig: Klinkhardt, 1912
- 3 Alfred Fouillée; Eisler, Rudolf [ ... ]. Der Evolutionismus der Kraft-Ideen. Leipzig: Klinkhardt, 1908
- 4 Gabriel de Tarde; Hammer, Hans [ ... ]: Die sozialen Gesetze : Skizze zu einer Soziologie. Leipzig: Klinkhardt, 1908
- 5 Émile Durkheim: Die Methode der Soziologie. Autor. Übers. nach der 4. A. Leipzig Klinkhardt, 1908
- 6 Rudolf Eisler: Grundlagen der Philosophie des Geisteslebens. Leipzig: Klinkhardt, 1908
- 7 Louis Couturat: Die philosophischen Prinzipien der Mathematik. Leipzig: Klinkhardt, 1908
- 8 Rudolf Goldscheid: Höherentwicklung und Menschenökonomie. Grundlegung der Sozialbiologie, Leipzig. 1911 oder 1913 ???
- 9
- 10
- 11 Jules Lachelier; Eisler, Rudolf [ ... ]. Die Grundlage der Induktion. Leipzig: Klinkhardt, 1908
- 12 Abel Rey: Die Theorie der Physik bei den modernen Physikern. Leipzig: Klinkhardt, 1908
- 13
- 14/15 Edwin Diller Starbuck: Religionspsychologie : empirische Entwicklungsstudie religiösen Bewußtseins. Leipzig: Klinkhardt, 1909 (2 Bände)
- 16 Wilhelm Ostwald: Energetische Grundlagen der Kulturwissenschaft. Leipzig: Klinkhardt, 1909
- 17/18 Henry Sidgwick: Die Methoden der Ethik / 1. Leipzig: Klinkhardt, 1909 (2 Bände)
- 19 Francis Galton; Neurath, Otto [ ... ]: Genie und Vererbung. Leipzig: Klinkhardt, 1910
- 20 Guyau, Jean-Marie: Die Irreligion der Zukunft : soziologische Studie. Leipzig: Klinkhardt, 1910
- 21 Robert  Michels: Zur Soziologie des Parteiwesens in der modernen Demokratie: Untersuchungen über die oligarchischen Tendenzen des Gruppenlebens. Leipzig: Klinkhardt, 1910
- 21 Michels, Robert: Zur Soziologie des Parteiwesens in der modernen Demokratie : Untersuchungen über die oligarchischen Tendenzen des Gruppenlebens - [ Zweite vermehrte Auflage ]. Leipzig: Alfred Kröner Verlag, 1925
- 21 Henry Sidgwick: Die Methoden der Ethik. Leipzig: Klinkhardt, 19XX-
- 22 Louis  Liard; Vályi, F. [ ... ]; Vályi, G. [ ... ]; Boutroux, Émile [ ... ]: Wissenschaft und Metaphysik. Leipzig: Klinkhardt, 1911
- 23 Fausto Squillace: Die soziologischen Theorien. Leipzig: Klinkhardt, 1911 <!—Fausto Squillace (1868-1935) studierte in Paris und Brüssel, u. a. bei René Worms. Er avancierte in Italien zu einem der führenden Soziologen (so schuf er das erste soziologische Wörterbuch in Italien). Nach Ferrarotti kommt seine theoretische Position der formalen Soziologie  Georg Simmels in Deutschland sehr nahe. Die Teile des Buches lauten: (1) Die Soziologie auf Grundlagen der Physik und der Naturwissenschaften; (2) Die biologisch begründete Soziologie; (3) Die psychologische Richtung der Soziologie; (4) Die Soziologie auf Grundlage der Sozialwissenschaft -->
- 24 Guyau, Jean-Marie: Die Kunst als soziologisches Phaenomen. Leipzig: Klinkhardt, 1911
- 25 Schiller, F. C. S.; Eisler, Rudolf [ ... ]: Humanismus : Beiträge zu einer pragmatischen Philosophie. Leipzig: Klinkhardt, 1911
- 26 Franklin Henry Giddings: Prinzipien der Soziologie - [ 12. Aufl. ]. Leipzig: Klinkhardt, 1911
- 27 Georg Simmel: Philosophische Kultur : gesammelte Essais. Leipzig: Klinkhardt, 1911
- 28 Hamilton, Edward John: Perzeptionalismus und Modalismus : eine Erkenntnistheorie. Leipzig: Klinkhardt, 1911
- 29 Jean-Marie Guyau: Die ästhetischen Probleme der Gegenwart. Leipzig: Klinkhardt, 1912
- 30 Hamilton, Edward John; Klose, Martin [ ... ]. Erkennen und Schließen : eine theoretische Logik auf der Grundlage des Perzeptionalismus und Modalismus. Leipzig: Klinkhardt, 1912
- 31 Guyau, Jean-Marie: Jean-Marie Guyaus Philosophische Werke in Auswahl / 5 Erziehung und Vererbung ; eine soziologische Studie. Leipzig: Klinkhardt, 1913
- 32 Guyau, Jean-Marie; Pevsner, Anna [ ... ]; Bergmann, Ernst [ Verfasser eines Vorworts ]. Die englische Ethik der Gegenwart. Leipzig: Kröner, 1914
- 33 William James: Das pluralistische Universum. - Leipzig : Kröner, 1914
- 34 Hertz, Friedrich: Rasse und Kultur : eine kritische Untersuchung der Rassentheorien - [ dritte, gänzlich neubearbeitete und vermehrte Auflage ]. Leipzig: Alfred Kröner Verlag, 1925
- 35 Friedrich Lipsius: Einheit der Erkenntnis und Einheit des Seins. Leipzig: Kröner, [1913]
- 36 Lipsius, Friedrich: Naturphilosophie und Weltanschauung. - Leipzig : A. Kröner, [1925], [Neue Ausg.]
- 37 Michels, Robert: Die Verelendungstheorie : Studien und Untersuchungen zur internationalen Dogmengeschichte der Volkswirtschaft. Leipzig: Alfred Kröner Verlag, 1928